# Ptelina
Ptelina is een geslacht van vlinders van de familie Lycaenidae.

## Soorten
- P. carnuta (Hewitson, 1873)
- P. subhyalina (Joicey & Talbot, 1921)